# Motorola SLVR L9
Motorola SLVR L9, a veces conocido como Motorola L72, es el sucesor del Motorola SLVR L7. Tiene una cámara de 2.0 megapixeles que graba vídeo a CIF 352*288, soporte para GPRS clase 10 y EDGE clase 10, radio FM y memoria expandible a 2GB. Fue lanzado cerca de junio de 2007. Es una versión mejorada del L7e, con mejor cámara y radio FM.